# Justice autochtone (Équateur)

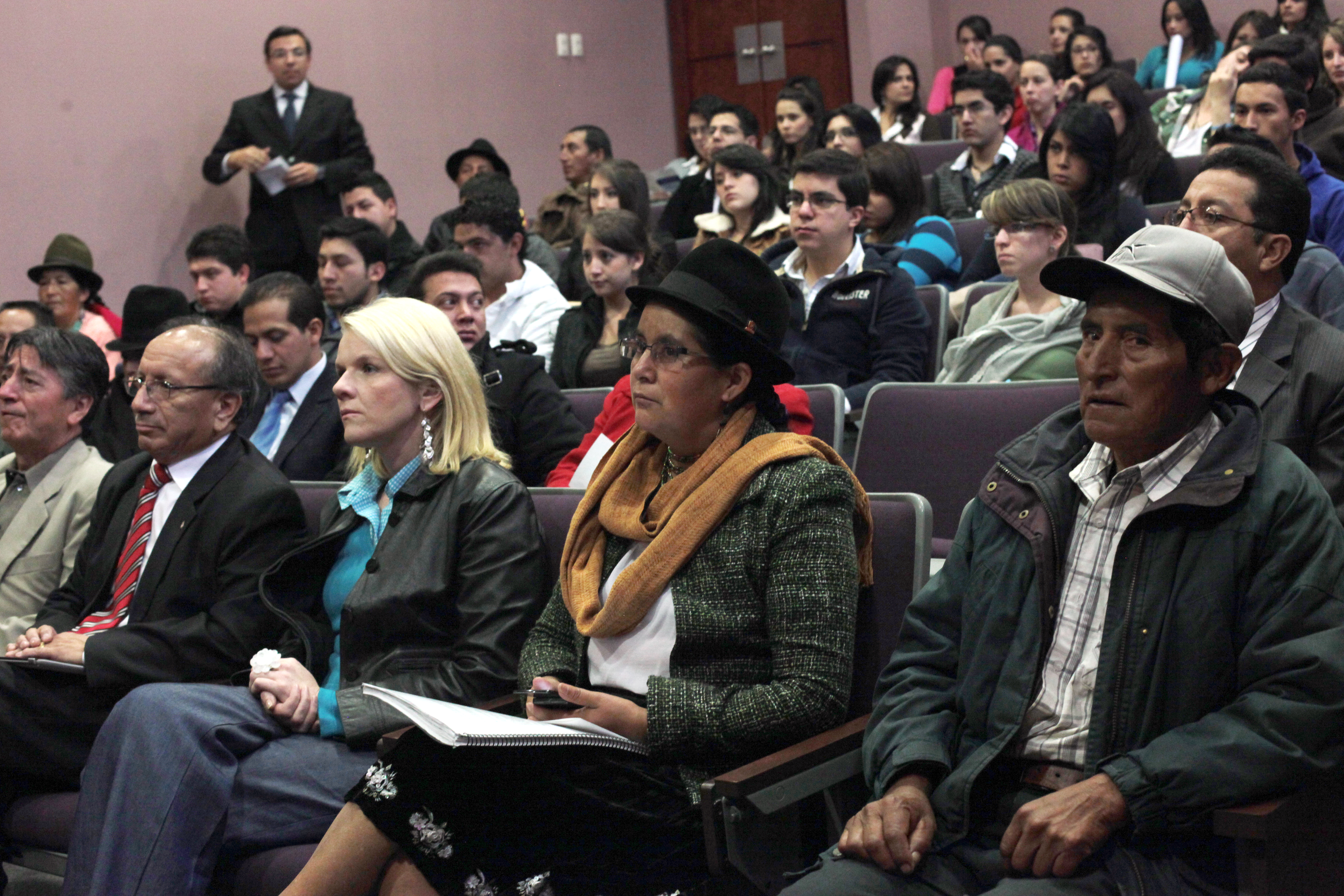
Séminaire sur la justice autochtone à Cuenca.

En Équateur, les communautés autochtones administrent leurs propres systèmes de justice, fondés sur des ordres juridiques distincts. Cette indépendance de la justice communautaire est reconnue par la Constitution.

## Histoire
Le droit autochtone en Équateur remonte à l'histoire ancienne du pays, marquée par la présence de diverses cultures et peuples autochtones, tels que les Incas. Ces communautés ont longtemps résolu leurs conflits selon leurs systèmes juridiques liés à leurs cultures. Cependant, la colonisation espagnole des Amériques a imposé par la violence les coutumes, idéologies et normes juridiques européennes. Malgré cela, les ordres juridiques et traditions des peuples autochtones n'ont pas disparus, en partie à travers l'hybridation au sein du derecho indiano et la négociation de « droits coutumiers ».
Après la période coloniale, la domination exercée par les classes blanches-métisses au pouvoir a exclu les cultures juridiques autochtones du système étatique. Cependant, le mouvement autochtone a gagné en importance au fil du temps, jouant un rôle clé dans la vie politique du pays. La Constitution de 1998 a marqué un tournant en reconnaissant les droits autochtone et en établissant l'Équateur comme un État plurinational. En 2008, une nouvelle Constitution a confirmé et élargi ces droits, reconnaissant la juridiction autochtone dans le respect des normes constitutionnelles et des droits humains internationaux.

## Organisation
Chaque peuple indigène a ses propres coutumes, traditions et procédures pour résoudre les conflits.

## Enjeux de l'articulation avec l'État

### San Lucas
Dans la paroisse de San Lucas à Saraguro, dans la province de Loja, avant les années 1960-1970, les autorités traditionnelles étaient principalement les mayorales, nommées formellement par les tenientes políticos. Cependant, l'influence de la Mission Andine depuis les années 1960 a conduit à l'intégration de cabildos remplaçant progressivement les mayorales. Dans les années 1970, des organisations fédérées au second et troisième degré ont émergé pour renforcer l'identité ethnique.
Dans les communautés Tuncarta, Ñamari, Oñacapac et Kiskinchir du peuple Saraguro, la justice ordinaire est généralement préférée à la voie communautaire. Bien que les cabildos n'aient pas de rôles spécifiques pour résoudre les conflits, la reconnaissance croissante du droit indigène au niveau international et constitutionnel a entraîné un processus de réactualisation de certains éléments de la justice autochtone.
La paroisse de San Lucas a développé une institution spécialisée appelée Consejo de Administración de la Justicia Indígena, composée de délégués de 16 communautés sur les 23 de la paroisse. Ce conseil traite certains types de conflits résolus par des familles ou des cabildos, adoptant des procédures écrites influencées par le droit occidental. Les saraguros ont pris cette décision de manière autonome pour obtenir la reconnaissance de leurs décisions par la justice ordinaire, qui parfois méconnaît la compétence de la justice autochtone.
La relation entre les deux systèmes de justice, autochtone et étatique, présente une asymétrie. Bien que la justice autochtone reconnaisse celle de l'État, l'inverse n'est pas toujours vrai, avec des réticences à reconnaître la compétence de la justice autochtone, parfois criminalisée. Cette coexistence peut osciller entre la collaboration et la violence, reflétant une vision hiérarchisée où la justice autochtone est souvent ignorée ou perçue comme une simple médiation pour des conflits mineurs.
La Constitution de 1998 (es) a joué un rôle essentiel en légitimant la justice autochtone, mais malgré cette reconnaissance constitutionnelle, des tensions persistent.